# بيدفوردشير الشمالية الشرقية (دائرة انتخابية في المملكة المتحدة)
بيدفوردشير الشمالية الشرقية (بالإنجليزية: North East Bedfordshire)‏ هي إحدى الدوائر الانتخابية في المملكة المتحدة الممثلة في مجلس العموم في برلمان المملكة المتحدة.
```
|votes   = 3,418	
|percentage = 5.8	
|change   = −15.9
```

}}</ref>}}</ref>
عضو البرلمان الذي يمثلها حالياً هو :Alistair Burt (Con).